# سيان ماكليود
سيان ماكليود (بالإنجليزية: Sian MacLeod)‏ هي دبلوماسية بريطانية، ولدت في 31 مايو 1962.